# ناصر عبد ربه الطاهري
ناصر عبد ربه الطاهري (و. 1952 - ) ضابط يمني عُين قائداً للمنطقة العسكرية الرابعة جنوبي اليمن في 2015، خلفا لمحمود الصبيحي،  وهو من القادة العسكريين الجنوبيين الذين غادروا جنوب اليمن عقب حرب 1986 الأهلية في جنوب اليمن.

## الوظائف التي شغلها
- قائد مدرسة الدفاع الجوي: 1974م - 1976م .
- رئيس أركان مركز تدريب القوى الجوية والدفاع الجوي: 1976م - 1977م .
- ركن تدريب الدفاع الجوي: 1977م - 1978م .
- ركن عمليات تدريب الدفاع الجوي.
- مدير دائرة العمليات الحربية : 2007م.
- تم تعيينه في4/12/2011 م، عضوا في لجنة الشؤون العسكرية لتحقيق الأمن والاستقرار التي يترأسها الرئيس هادي.
- ترأس اللجنة العسكرية المُكلفة بإنهاء المظاهر المسلحة في محافظة تعز.
- عُين قائداً للمنطقة العسكرية الجنوبية واللواء 31 مدرع.
- عُين قائدا للمنطقة العسكرية الرابعة جنوبي اليمن في 2015.

## الاوسمة والانواط والشهادات التقديرية الحاصل عليها
- وسام الإخلاص 1988م .
- وسام التفوق القتالي: 1978م .
- ميدالية التفوق العلمي: 1987م .
- نوط وفاق -1 : 2005م .
- شهادة الامتياز 1975م .
- وسام التفوق العلمي: 1975م .
- شهادة الامتياز 1988م .
- شهادة التفوق العلمي 1989م .